# Родина Тененбаумів
«Родина Тененбаумів» (англ. The Royal Tenenbaums) — американська комедійна драма режисера Веса Андерсона (був також сценаристом і продюсером), що вийшла 2001 року. У головних ролях Джин Гекмен, Анжеліка Г'юстон, Бен Стіллер, Гвінет Пелтроу, Люк Вілсон та Оуен Вілсон.
Сценаристом також був Оуен Вілсон, продюсерами — Баррі Мендель і Скотт Рудін. Вперше фільм продемонстрували 5 жовтня 2001 року у США.
В Україні у кінопрокаті фільм не демонструвався. Переклад та озвучення українською мовою зроблено студією «Омікрон» на замовлення Hurtom.com у серпні 2013 року у рамках проєкту «Хочеш кіно українською? Замовляй!».

## Сюжет
Колись Роял Тененбаум покинув свою сім'ю: його дружина і троє дітей, що геніальні кожен у своїй області, живуть у своєму маєтку. Проте, дізнавшись про свою смертельну недугу, Роял вирішує повернутись у сім'ю.

## У ролях
| Актор            | Персонаж                                     | Роль                                   |
| ---------------- | -------------------------------------------- | -------------------------------------- |
| Джин Гекмен      | Роял Тененбаум (англ. Royal Tenenbaum)       | батько сімейства, адвокат              |
| Анжеліка Г'юстон | Етеліна Тененбаум (англ. Etheline Tenenbaum) | мати сімейства, археолог і письменниця |
| Бен Стіллер      | Чес Тененбаум (англ. Chas Tenenbaum)         | син, експерт у міжнародних фінансах    |
| Люк Вілсон       | Річі Тененбаум (англ. Richie Tenenbaum)      | син, тенісист                          |
| Гвінет Пелтроу   | Марґо Тененбаум (англ. Margot Tenenbaum)     | всиновлена донька, драматург           |
| Оуен Вілсон      | Елі Кеш (англ. Eli Cash)                     | друг сім'ї                             |
| Білл Мюррей      | Рейлі Сент-Клер (англ. Raleigh St. Clair)    | невролог, чоловік Марґо                |
| Денні Ґловер     | Генрі Шерман (англ. Henry Sherman)           | бухгалтер Етеліни                      |
| Грант Розенмайер | Арі Тененбаум (англ. Ari Tenenbaum)          | онук                                   |
| Джона Мейєрсон   | Узі Тененбаум (англ. Uzi Tenenbaum)          | онук                                   |

## Сприйняття

### Критика
Фільм отримав позитивні відгуки: Rotten Tomatoes дав оцінку 80 % на основі 175 відгуків від критиків (середня оцінка 7,2/10) і 89 % від глядачів із середньою оцінкою 3,6/5 (250,766 голосів). Загалом на сайті фільми має позитивний рейтинг, фільму зарахований «стиглий помідор» від кінокритиків і «попкорн» від глядачів, Internet Movie Database — 7,6/10 (154 779 голосів), Metacritic — 75/100 (33 відгуки критиків) і 7,3/10 від глядачів (221 голос). Загалом на цьому ресурсі від критиків і від глядачів фільм отримав позитивні відгуки.

### Касові збори
Під час показу у США протягом першого (вузького, зі 14 грудня 2001 року) тижня фільм показали у 5 кінотеатрах і він зібрав 276,981 $, що на той час дозволило йому зайняти 15 місце серед усіх прем'єр. Наступного (широкого, зі 4 грудня 2002 року) тижня фільм показали у 751 кінотеатрі і він зібрав 8,512,122 $ (5 місце). Показ фільму протривав 189 днів (27 тижнів) і завершився 20 червня 2002 року. За цей час фільм зібрав у прокаті у США 52,364,010  доларів США (за іншими даними 52,353,636 $), а у решті світу 19,077,240  доларів США, тобто загалом 71,441,250  доларів США (за іншими даними 71,430,876 $) при бюджеті 21 млн $ (за іншими даними 28 млн $).

### Нагороди і номінації[10]
| Рік  | Нагорода                                           | Категорія                                                                   | Номінант                  | Результат |
| ---- | -------------------------------------------------- | --------------------------------------------------------------------------- | ------------------------- | --------- |
| 2002 | 74-а церемонія вручення нагороди «Оскар»           | Найкращий оригінальний сценарій                                             | Вес Андерсон, Оуен Вілсон | Номінація |
| 2002 | 59-та церемонія вручення нагороди «Золотий глобус» | Найкраща чоловіча роль — комедія або мюзикл                                 | Джин Гекмен               | Перемога  |
| 2002 | Премія БАФТА у кіно                                | Найкращий оригінальний сценарій                                             | Вес Андерсон, Оуен Вілсон | Номінація |
| 2002 | Національне товариство кінокритиків США            | Найкращий актор                                                             | Джин Гекмен               | Перемога  |
| 2002 | Satellite Awards                                   | Найкраще виконання чоловічої ролі у кіно, комедії або мюзиклі               | Джин Гекмен               | Номінація |
| 2002 | Satellite Awards                                   | Найкраще виконання жіночої ролі другого плану у кіно, комедії або мюзиклі   | Анджеліка Гастон          | Номінація |
| 2002 | Satellite Awards                                   | Найкраще виконання жіночої ролі другого плану у кіно, комедії або мюзиклі   | Гвінет Пелтроу            | Номінація |
| 2002 | Satellite Awards                                   | Найкраще виконання чоловічої ролі другого плану у кіно, комедії або мюзиклі | Бен Стіллер               | Номінація |
| 2002 | Satellite Awards                                   | Найкраще виконання чоловічої ролі другого плану у кіно, комедії або мюзиклі | Оуен Вілсон               | Номінація |
| 2002 | Satellite Awards                                   | Найкращий художній фільм, комедія або мюзикл                                | стрічка                   | Номінація |

### Виноски
1. 1 2 3  The Royal Tenenbaums: Release Info (англ.). Internet Movie Database. Процитовано 7 січня 2014.
2. 1 2  The Royal Tenenbaums (англ.). Internet Movie Database. Процитовано 7 січня 2014.
3. 1 2 3 4 5  The Royal Tenenbaums (англ.). The Numbers. Архів оригіналу за 7 січня 2014. Процитовано 7 січня 2014.
4. 1 2 3  The Royal Tenenbaums (англ.). Box Office Mojo. Процитовано 7 січня 2014.
5. ↑  The Royal Tenenbaums (англ.). AllMovie. Процитовано 7 січня 2014.
6. ↑  The Royal Tenenbaums: Full Cast & Crew (англ.). Internet Movie Database. Процитовано 7 січня 2014.
7. ↑  Семейка Тененбаум. Премьеры (рос.). КиноПоиск. Процитовано 7 січня 2014.
8. ↑  The Royal Tenenbaums (англ.). Rotten Tomatoes. Процитовано 7 січня 2014.
9. ↑  The Royal Tenenbaums (англ.). Metacritic. Процитовано 7 січня 2014.
10. ↑  The Royal Tenenbaums: Awards (англ.). Internet Movie Database. Процитовано 7 січня 2014.